# Abbazia di San Salvatore (Fucecchio)

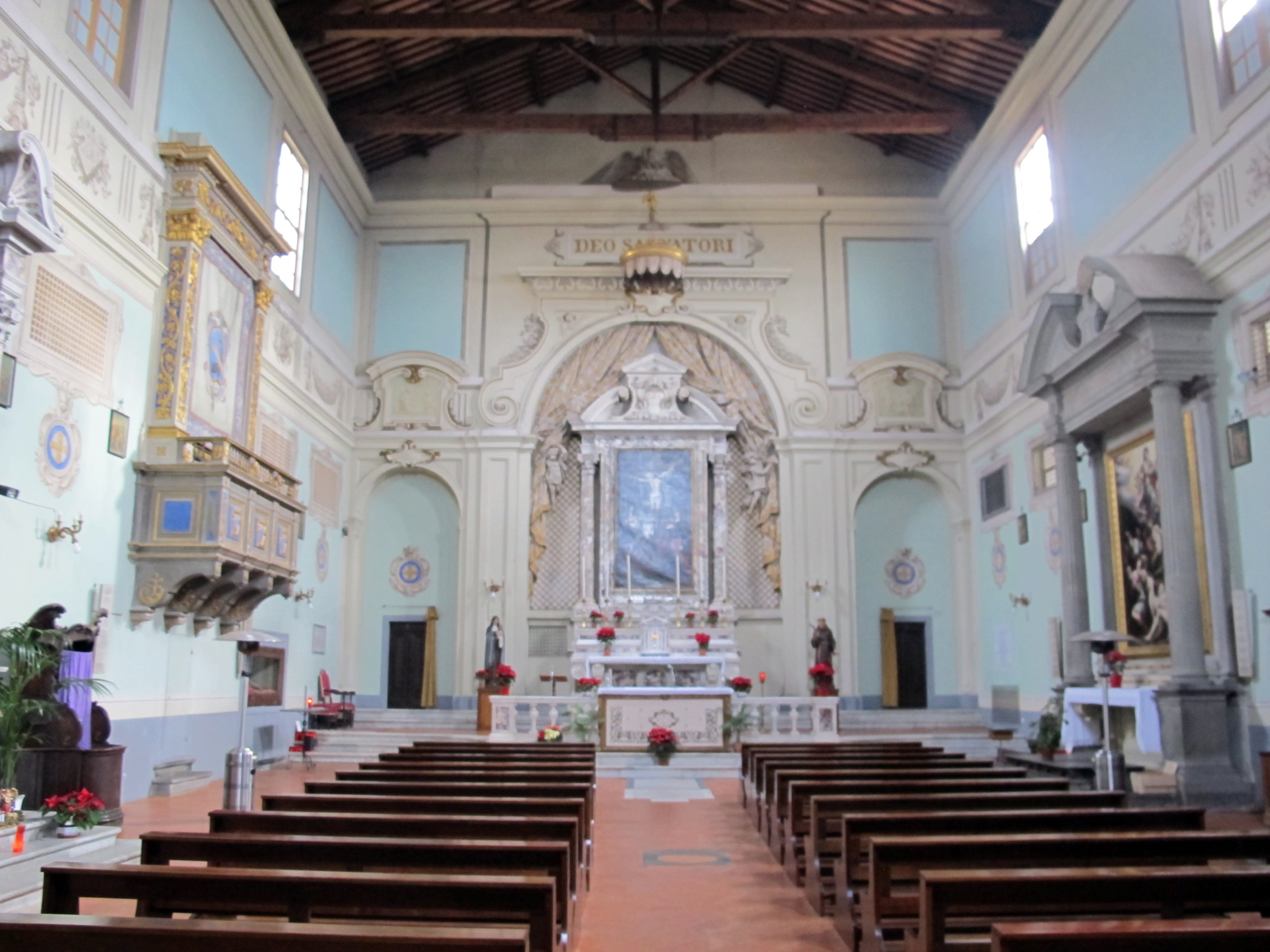
Interno

L'abbazia di San Salvatore si trova nella parte alta di Fucecchio, in provincia di Firenze, diocesi di San Miniato.

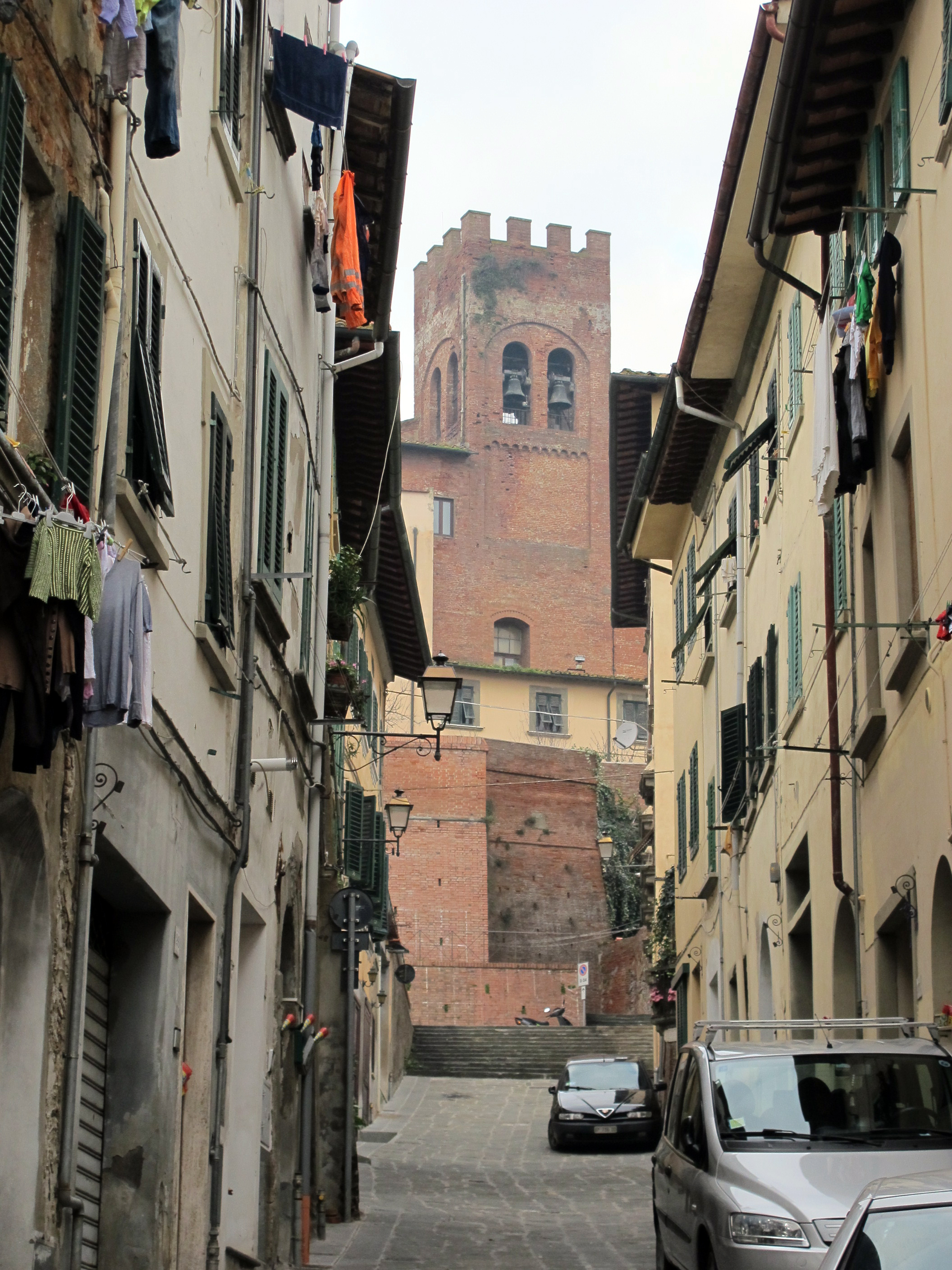
Il campanile

## Storia
Nel 986 il conte Cadolo fondò, presso l'Arno, l'oratorio di San Salvatore, che nel 1001 venne eretto in abbazia grazie all'interessamento del figlio del conte Cadolo, Lotario.
Nel 1068 il conte Guglielmo Bulgaro cedette il potente complesso a Giovanni Gualberto, fondatore dell'ordine vallombrosano (Benedettino): Pietro Igneo, dopo aver affrontato la prova del fuoco a Settimo, fu designato quale nuovo abate, ricoprendo tale carica fino al 1072.
Nel 1106 una piena dell'Arno distrusse la chiesa e il convento, tanto che i vallombrosani decisero di ricostruire il complesso in una zona più sicura, sul vicino Poggio Salamartano.
Con la fine della famiglia dei Cadolingi nel 1113, iniziò il declino.
Nel 1258 l'abbazia passò alle Clarisse di Gattaiola (Lucca) e il 23 dicembre 1299 queste ultime la donarono ai francescani che ristrutturarono chiesa e convento.
L'aspetto attuale della chiesa è dovuto in gran parte alle importanti ristrutturazioni architettoniche e decorative avute tra Cinque e Seicento.
Nel 1783, in seguito alla soppressione leopoldina, l'edificio fu in conservatorio. Vi si raggrupparono nell'attiguo monastero le religiose di tre conventi soppressi (Santa Caterina, San Romualdo e Sant'Andrea); nel 1808 fu la volta della soppressione napoleonica alla quale seguì nel 1816 il ripristino del convento fino alla nuova soppressione dello stato unitario avvenuta nel 1866. Nel 1886 le suore francescane riacquistarono il convento: vi risiedono tuttora.

## Descrizione
La chiesa presenta alcune tracce del periodo medievale quali resti di bifore, la torre campanaria, archi in cotto. Alla facciata è stato addossato in portico cinquecentesco.
L'interno si presenta ad un'unica navata con altari tardo cinquecenteschi che conservano, per la maggior parte, tele coeve. Un altare in controfacciata, poi eliminato, recava un San Francesco stigmatizzato del Cigoli, oggi nelle collezioni della Cassa di Risparmio di Pistoia e Pescia. È ricordata dalle fonti anche una pala del Passignano con San Martino, oggi non rintracciabile.
Al primo altare destro è una Madonna del Rosario firmata e datata 1613 da Pompeo Caccini. Al terzo altare si trova invece una Allegoria della concezione di Jacopo Chimenti, derivata dall'opera con analogo soggetto dipinta da Giorgio Vasari. Al secondo altare sinistro è conservato un veneratissimo Crocifisso taumaturgico del XIV secolo, mentre il primo altare è ornato da una pala dipinta da Francesco Mati nel 1621 con l'Intercessione per le Anime del Purgatorio.
L'altare maggiore fu disegnato da Giovan Battista Foggini.

## Opere già in San Salvatore
- Berlinghiero Berlinghieri, Crocifisso di Fucecchio, oggi nel Museo nazionale di San Matteo a Pisa